# Manoir de la Pipardière
Le manoir de la Pipardière est un édifice situé à Tourgéville, en France.

## Localisation
Le monument est situé dans le département français du Calvados, au sud du territoire de Tourgéville.

## Historique
Construit aux XVe et XVIe siècles à Livarot, le bâtiment a été déplacé à Tourgéville au début des années 1990. Le maire de Livarot, Georges Bisson, fut propriétaire du manoir.
L'édifice est classé Monument historique depuis le 18 septembre 1923, classement confirmé après le déplacement le 9 février 1995.
L'architecte américain Peter Marino rénove le manoir pour la famille Wertheimer.